# Houston Aeros (WHA)
Gli Houston Aeros sono stati una squadra di hockey su ghiaccio della World Hockey Association con sede nella città di Houston in Texas. Nati nel 1972 con il nome di Dayon Aeros e sciolti nel 1978 nel corso della loro storia hanno vinto due edizioni dell'Avco World Trophy.

## Storia
Gli Aeros sarebbero dovuti nascere a Dayton in Ohio, tuttavia gli abitanti della città erano indifferenti all'approdo di una formazione professionistica e gli impianti cittadini non erano adatti ad ospitare una formazione della WHA. A causa di questi problemi il proprietario Paul Deneau trasferì la formazione a Houston in Texas. In origine il nome Aeros doveva essere un omaggio ai fratelli Wright, tuttavia fu lasciato invariato grazie alla celebre industria aerospaziale di Houston, sede della NASA.
A Houston gli Aeros divennero una delle franchigie più forti della WHA. Vinsero per quattro stagioni consecutive il titolo della Western Division dal 1973-74 al 1976-77 oltre a ottenere per quattro volte il miglior record al termine della stagione regolare. Gli Aeros conquistarono due Avco World Trophy consecutive nel 1974 e nel 1975, perdendo inoltre la finale del 1976 contro i Winnipeg Jets.
Nel 1977 iniziarono le trattative sulla fusione della WHA con la National Hockey League. Houston, insieme a Cincinnati, Winnipeg, New England, Quebec ed Edmonton si candidarono per entrare nella NHL, tuttavia dopo un lungo dibattito la proposta fu rifiutata. Ripresero un anno più tardi ma la NHL era disposta ad accettare solo quattro formazioni, dando però la precedenza alle tre franchigie canadesi e lasciando dunque un solo posto libero per le squadre statunitensi. Durante le trattative finali il proprietario Kenneth Schnitzer propose di trasferire gli Aeros in NHL come expansion team indipendente o attraverso una fusione o rilevando una squadra già esistente. Bocciate tutte le opzioni gli Aeros si sciolsero il 9 luglio 1978.
Bill Dineen fu l'allenatore degli Aeros per tutti i sei anni della loro esistenza, e fra i giocatori più celebri della franchigia vi furono i tre Howe: Gordie Howe insieme ai due figli Mark e Marty, la prima combinazione di padri e figli nella stessa squadra di hockey nel mondo professionistico.

## Record stagione per stagione
| Houston Aeros |         |    |    |    |   |     |     |     |    | |
| 1972-73       | Western | 78 | 39 | 35 | 4 | 82  | 284 | 269 | 2° | vince 1º turno (Los Angeles) 4-2 perde semifinali (Winnipeg) 0-4                                         |
| 1973-74       | Western | 78 | 48 | 25 | 5 | 101 | 318 | 219 | 1° | vince 1º turno (Winnipeg) 4-0 vince semifinali (Minnesota) 4-2 vince Avco World Trophy (Chicago) 4-0     |
| 1974-75       | Western | 78 | 53 | 25 | 0 | 106 | 369 | 247 | 1° | vince 1º turno (Cleveland) 4-1 vince semifinali (San Diego) 4-0 vince Avco World Trophy (Quebec) 4-0     |
| 1975-76       | Western | 80 | 53 | 27 | 0 | 106 | 341 | 263 | 1° | vince 1º turno (San Diego) 4-2 vince semifinali (New England) 4-3 perde Avco World Trophy (Winnipeg) 0-4 |
| 1976-77       | Western | 80 | 50 | 24 | 6 | 106 | 320 | 241 | 1° | vince 1º turno (Edmonton) 4-1 perde semifinali (Winnipeg) 2-4                                            |
| 1977-78       | WHA     | 80 | 42 | 34 | 4 | 88  | 296 | 302 | 3° | perde 1º turno (Quebec) 2-4                                                                              |

## Record della franchigia

### Singola stagione
Gol: 48  Frank Hughes (1974-75)
Assist: 77  André Lacroix (1977-78)
Punti: 113  André Lacroix (1977-78)
Minuti di penalità: 108  Larry Lund (1974-75)

### Carriera
Gol: 149  Frank Hughes e  Larry Lund
Assist: 277  Larry Lund
Punti: 426  Larry Lund
Minuti di penalità: 844  John Schella
Vittorie: 102  Ron Grahame
Partite giocate: 467  Poul Popiel

## Palmarès

### Premi di squadra
- Avco World Trophy: 2

1973-1974, 1974-1975
- Titoli di Division: 4

1973-1974, 1974-1975, 1975-1976, 1976-1977

### Premi individuali
- Ben Hatskin Trophy: 3

Don McLeod: 1973-1974
Ron Grahame: 1974-1975, 1976-1977
- Gary L. Davidson Award: 1

Gordie Howe: 1973-1974
- Lou Kaplan Trophy: 1

Mark Howe: 1973-1974
- Robert Schmertz Memorial Trophy: 1

Bill Dineen: 1976-1977, 1977-1978
- WHA Playoff MVP: 1

Ron Grahame: 1974-1975